# Pomacanthus xanthometopon
Pomacanthus xanthometopon là một loài cá biển thuộc chi Pomacanthus trong họ Cá bướm gai. Loài cá này được mô tả lần đầu tiên vào năm 1862.

## Từ nguyên
Từ định danh của loài cá này, xanthometopon, được ghép bởi hai từ trong tiếng Latinh: xanthus ("màu vàng") và metopon ("trán"), hàm ý đề cập đến dải màu vàng xung quanh vùng mắt của chúng.

## Phạm vi phân bố và môi trường sống

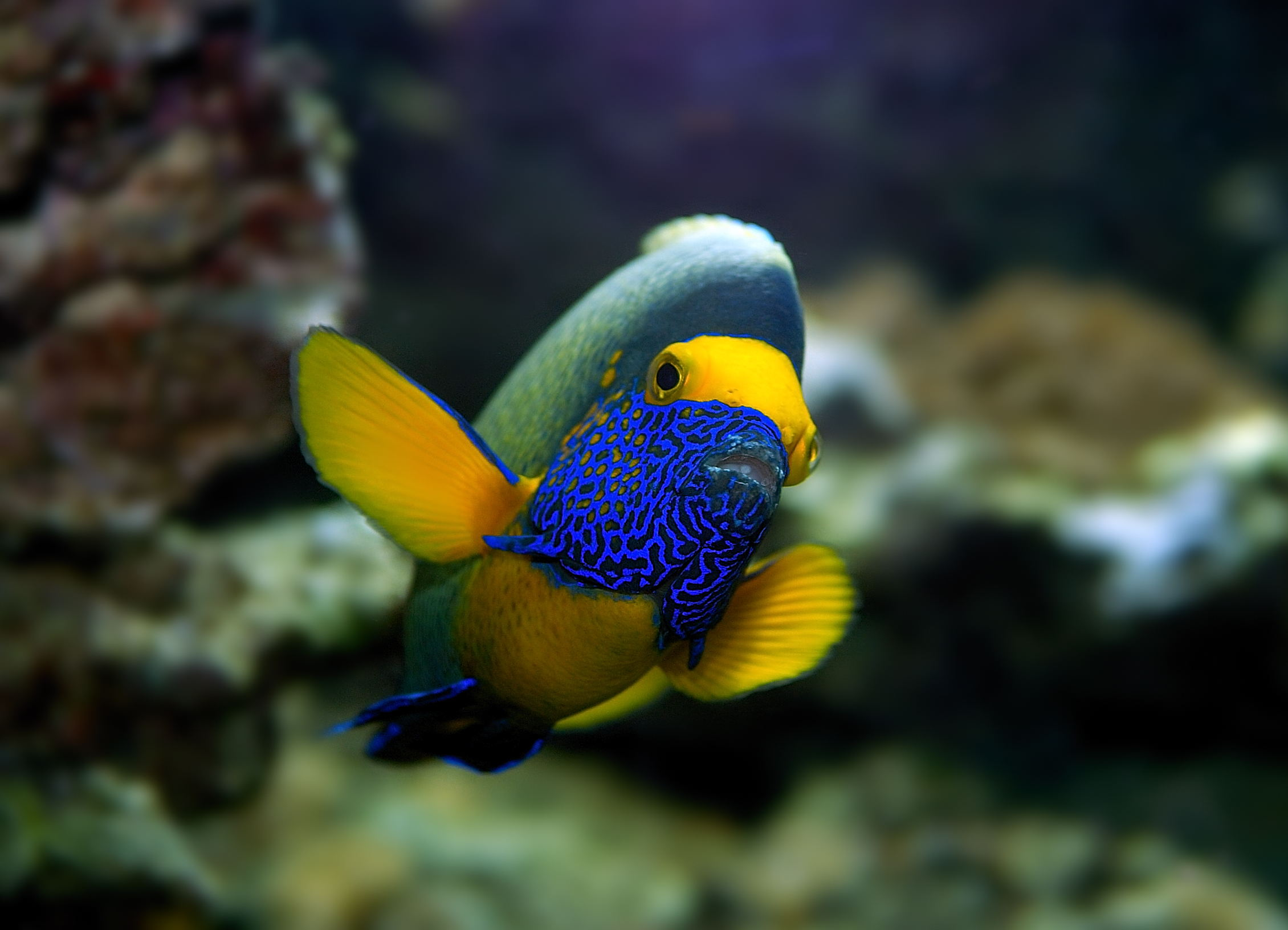
P. xanthometopon và "tấm mạng che mặt" màu xanh lam

P. xanthometopon có phạm vi phân bố rộng rãi ở Đông Ấn Độ Dương và Tây Thái Bình Dương. Loài cá này được tìm thấy ở ngoài khơi Ấn Độ, Sri Lanka và Maldives, trải rộng khắp vùng biển các nước Đông Nam Á, Papua New Guinea và quần đảo Solomon ở phía đông; phạm vi của P. xanthometopon trải dài đến quần đảo Ryukyu (Nhật Bản) ở phía bắc và đến New Caledonia và rạn san hô Great Barrier ở phía nam; xa nhất về phía đông là đến Vanuatu và quần đảo Caroline (Liên bang Micronesia và Palau).
P. xanthometopon lần đầu tiên được ghi nhận ở vùng biển Hoa Kỳ vào năm 1995, khi một cá thể P. xanthometopon được quan sát ở vùng biển giữa quận Broward và quận Palm Beach (thuộc bang Florida). Năm 2006, P. xanthometopon tiếp tục được quan sát ở ngoài khơi Fort Lauderdale, Florida. Không một cá thể P. xanthometopon nào được phát hiện thêm ở Hoa Kỳ trong hơn 10 năm kể từ đó.
P. xanthometopon sống gần các rạn san hô và các hang động ở độ sâu khoảng từ 5 đến 30 m.

## Mô tả

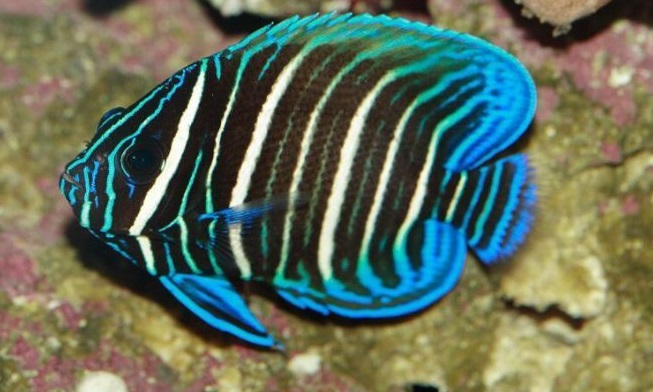
Cá con của P. xanthometopon

Chiều dài cơ thể tối đa được ghi nhận ở P. xanthometopon là 38 cm. Mặt của P. xanthometopon có các đường vân màu lam sẫm chằng chịt như một tấm mạng với một vùng màu vàng băng qua hai mắt. Đỉnh đầu có một mảng màu đen. Những lớp vảy trên thân có màu xanh lam, được viền màu vàng. Vùng ngực, phần sau của vây lưng và vây hậu môn, vây ngực và vây đuôi có màu vàng tươi; vây bụng màu đen. Tất cả các vây của P. xanthometopon có viền màu xanh ánh kim. Vây lưng và vây hậu môn có những đốm nhỏ màu xanh lam, riêng vây lưng có một đốm đen lớn nổi bật ở phía sau
Cá con của P. xanthometopon có màu đen với các dải sọc màu trắng và sọc mảnh màu xanh lam ở hai bên cơ thể. Thân và các vây được viền một dải màu xanh lam.
Số gai ở vây lưng: 13–14; Số tia vây ở vây lưng: 16–18; Số gai ở vây hậu môn: 3; Số tia vây ở vây hậu môn: 18–19; Số gai ở vây bụng: 1; Số tia vây ở vây bụng: 5.

## Sinh thái
Thức ăn chủ yếu của P. xanthometopon là hải miên (bọt biển) và những loài thuộc phân ngành Sống đuôi (hải tiêu). Chúng có thể sống đơn độc hoặc bơi theo cặp.
Những cá thể lai giữa P. xanthometopon với hai loài cùng chi là Pomacanthus navarchus và Pomacanthus sexstriatus đã được quan sát và ghi nhận tại vùng biển của Indonesia và bang Queensland (Úc). Ngoài ra, con lai P. navarchus × P. xanthometopon còn được biết đến tại Philippines.

## Thương mại
P. xanthometopon thi thoảng được đánh bắt nhằm mục đích thương mại cá cảnh, nhưng điều này không ảnh hưởng nhiều đến sự suy giảm số lượng của loài cá này trên toàn cầu.